# Koszty w procesie decyzyjnym
Koszty w procesie decyzyjnym – koszt stanowi wyrażone w pieniądzu celowe zużycie majątku trwałego i obrotowego, usług obcych, nakładów pracy oraz niektóre wydatki niestanowiące zużycia, związane z prowadzeniem działalności przez jednostkę gospodarczą.
Punkt wyjścia w procesie podejmowania decyzji stanowi precyzyjne określenie celów. Ma to na celu ukazanie zalet i wad poszczególnych rozwiązań, czyli kosztów, jakie pociągają za sobą oraz możliwych do wygenerowania korzyści, zarówno finansowych, jak i pozafinansowych. Koszty należą do podstawowych kryteriów wyboru decyzji. Ranga kosztów jako elementu decyzyjnego wynika stąd, że wprawdzie nie można uniknąć ponoszenia kosztów w związku z podejmowaną działalnością, lecz można je minimalizować. Cechą szczególną kosztów jest ich pierwotność względem przychodów, co oznacza że aby podjąć jakąkolwiek działalność gospodarczą, przedsiębiorstwo musi najpierw ponieść koszty, potem konieczne jest sprzedanie wyprodukowanego wyrobu, towaru lub usługi w celu zrealizowania przychodu, osiągnięcie zysku wymaga, aby łączne przychody były wyższe od poniesionych kosztów.

## Znaczenie kosztów w procesie decyzyjnym
Wszelkie decyzje odnoszące się do kierunków działalności jednostki w przyszłości, podejmowane są w oparciu o uwzględnione koszty, które stanową punkt wyjścia w rachunku ekonomicznym. Znaczenie kosztów w podejmowaniu decyzji zarządczych wynika z możliwości ich optymalizowania przez jednostkę. Racjonalnie zarządzana jednostka gospodarcza, dąży do realizacji założonych celów jak najmniejszym kosztem, a poświęcone środki, zamierza zagospodarować z jak najlepszym efektem, zachowując właściwą relację przychodów do kosztów.
Niezbędne, dla celów zarządczych, informacje na temat kosztów, odnoszące się do przeszłych okresów, uzyskać można z ksiąg rachunkowych. Informacje z nich wynikające są niezbędne dla celów decyzyjnych, jednak są niewystarczające do celów planowania i procesu kontrolowania kosztów, co związane jest ze zmianami w rozmiarach prowadzonej działalności w ramach różnych okresów. Związane jest to zarówno ze zmianami wewnętrznymi i zewnętrznymi. Wobec zmian realizowanych w różnych okresach, poza rachunkowym podziałem kosztów, należy uwzględnić dodatkowe kategorie kosztów, które umożliwiają podejmowanie decyzji:
- którą alternatywę przyjąć do realizacji,
- o ile zwiększyć sprzedaż, aby uzyskać pożądany przyrost zysku,
- jaka musi być ilość i wartość sprzedaży, aby przychody poniosły koszty,
- na jakim poziomie ustalić cenę,
- czy wytwarzać półprodukty samodzielnie, czy też kupować je od jednostek zewnętrznych,
- czy przyjąć dodatkowe zlecenie, czy je odrzucić,
- który produkt produkować przy ograniczonych mocach produkcyjnych.

Aby móc udzielić odpowiedzi na takie pytania, niezbędne jest spojrzenie na koszty w innym układzie niż tylko w układzie sprawozdawczości finansowej. Niezbędne jest dodatkowo wyodrębnienie kosztów takich jak: koszty utraconych możliwości, koszty stałe i zmienne, koszty istotne i nieistotne dla rachunku ekonomicznego, koszty utopione, koszty krańcowe czy koszty uznaniowe.

## Kategorie kosztów dla celów decyzyjnych

### Koszt utraconych możliwości
Koszt utraconych możliwości to niezwykle istotna kategoria, z punktu widzenia zarządzania przedsiębiorstwem. Pojawia się zawsze gdy jednostka podejmuje jakiekolwiek działanie, rezygnując jednocześnie z innej możliwości. Koszt utraconych możliwości oznacza utracone dochody w wyniku zaniechania jednego działania na rzecz drugiego, alternatywą dla jakiegoś działania może być także nierobienie niczego. Np. kosztem utraconych możliwości przy podjęciu decyzji o studiowaniu, będzie utrata wynagrodzenia wynikającego ze stosunku pracy, odrzuconego na rzecz decyzji o studiach. Punktem wyjścia przy szacowaniu wielkości kosztu utraconych możliwości jest rozpoznanie wszelkich możliwych rozwiązań (alternatywnych), spośród których podmiot gospodarczy dokonuje wyboru. Koszt ten nie musi być wyrażony w pieniądzu, może dotyczyć również wartości etycznych, kapitału intelektualnego, zdobywania doświadczenia czy opinii publicznej, obejmuje więc również wartości które trudno wycenić w wartościach pieniężnych. Określenie tych kosztów wymaga sformułowania zestawu wszelkich możliwości wyboru oraz oszacowanie korzyści, kosztów i przepływów pieniężnych z nimi związanych. Jedynie wówczas, wybierając jedno rozwiązanie, będzie można oszacować warianty z których zrezygnowano.

### Koszty stałe i zmienne względem rozmiarów działalności
Koszty zmienne to koszty wykazujące powiązania z rozmiarem prowadzonej działalności. Przykładem kosztu zmiennego dla przedsiębiorstwa zajmującego się produkcją zabawek na baterie, gdzie każda z nich wymaga instalacji jednej baterii, będzie np. koszt zużytych baterii, ponieważ gdy produkcja zabawek wzrośnie, wzrośnie też koszt zużytych baterii, analogicznie w sytuacji spadku produkcji zabawek, spadnie również koszt zużytych baterii. Najczęściej przyjmuje się, że koszty zmieniają się w sposób liniowy, czyli wprost proporcjonalnie do rozmiarów działalności. Koszty zmienne proporcjonalne zmieniają się w tym samym tempie co produkcja, wobec czego w sytuacji kiedy jednostka nic nie produkuje koszty te wynoszą zero, więc jednostka ponosi jedynie koszty stałe w takiej sytuacji.
Natomiast koszty stałe to koszty które nie reagują na zmiany wielkości produkcji, stanowią koszty które jednostka musi ponieść niezależnie od rozmiaru działalności, nawet wówczas gdy nic nie produkuje, jak np. opłaty za wynajem pomieszczeń. Koszty te stanowią koszty gotowości do działania. Stałość tych kosztów oznacza, że w sytuacji zwiększenia rozmiarów podejmowanej działalności, zmniejszeniu ulegają jednostkowe koszty stałe. Wpływa to na pełne wykorzystanie zdolności produkcyjnych, ograniczając jednocześnie jednostkowe koszty wytworzenia. Podział na koszty stałe i zmienne uzależnione jest głównie od przyjętego horyzontu czasowego, wobec którego w perspektywie długookresowej praktycznie wszystkie koszty be jako zmienne.
Do najczęściej stosowanych metod podziału kosztów na koszty stałe i koszty zmienne należą:
- metoda analizy księgowej
- metoda pomiaru inżynierskiego
- metody statystyczno-matematyczne.

## Wielkości istotne i nieistotne w rachunku decyzyjnym
W rachunku decyzyjnym koszty istotne to te które ulegają zmianie zależnie od podjętej decyzji. Koszty istotne różnią się rodzajem, albo wielkością w poszczególnych wariantach. To jedynie koszty przyszłe, ponieważ podejmowanie decyzji dotyczy przyszłych działań jednostki. Koszty pozostające jednakowymi przy różnych alternatywach nazywane są natomiast kosztami nieistotnymi, gdyż nie mają one wpływu na rachunek decyzyjny. To składniki kosztów, występujące w tej samej wielkości w różnych opcjach wyboru:
- Koszty zapadłe (utopione) – koszty zapadłe to koszty, które zostały już poniesione i nie można ich zmienić na skutek żadnej decyzji, nawet w przyszłości. Stanowią efekty przeszłych decyzji zarządczych, ich poniesienie jest nieodwracalne, co oznacza, że nie można ich uniknąć bez względu na dalsze działania. W podmiotach gospodarczych kategoria tych kosztów dotyczy np. kosztów związanych z wcześniej zawartymi umowami, z których jednostka nie może obecnie się wycofać. Przykładem kosztów przesądzonych może być też amortyzacja środka to w poprzednim okresie. Wobec tego, iż koszty te wynikają z przeszłych zobowiązań, nie powinny być brane pod uwagę podczas podejmowania bieżących decyzji zarządczych. Z perspektywy rachunku decyzyjnego, koszty te są nieistotne ponieważ bez względu na podjęte decyzje, koszty musiały zostać poniesione.

- Koszty krańcowe – koszt krańcowy stanowi koszt jaki jednostka gospodarcza ponosi w związku z wytworzeniem jednej dodatkowej jednostki produktu. Koszt ten stanowi jeden z najważniejszych czynników jakie muszą być wzięte pod uwagę podczas procesu określania optymalnego procesu produkcji. Koszt ten stanowi różnicę pomiędzy kosztami ponoszonymi obecnie a kosztami, które jednostka musiałaby ponieść decydując się na zwiększenie produkcji. Stanowią zatem na ogół koszty materiałów i siły roboczej, a więc koszty zmienne.

- Koszty uznaniowe – większość kosztów ponoszonych przez jednostkę powtarza się okresowo, a związane są z profilem działalności jednostki i ponoszenie ich jest niezbędne dla jej dalszego funkcjonowania. Koszty uznaniowe uzależnione są od decyzji osoby zarządzającej. Odnoszą się przede wszystkim do kosztów związanych z remontami, reklamą czy badaniami rozwojowymi ponoszonymi przez jednostkę gospodarczą. Ponoszenie tych kosztów nie jest niezbędne dla dalszego funkcjonowania jednostki, można je nawet czasowo ograniczyć czy wstrzymać. O ich wystąpieniu decyduje właściwa osoba zarządzająca, która uzna czy w danym momencie nie pozwolić na takie koszty.